# Consistório Ordinário Público de 1828

## Cardeais Eleitores
| Nº                                               | País               | Nome                                   | Idade              | Cargo                                             | Título ou Diaconia                                   |
| Cardeais eleitores                               | Cardeais eleitores | Cardeais eleitores                     | Cardeais eleitores | Cardeais eleitores                                | Cardeais eleitores                                   |
| ------------------------------------------------ | ------------------ | -------------------------------------- | ------------------ | ------------------------------------------------- | ---------------------------------------------------- |
| 1                                                | Itália             | Antonio Domenico Gamberini             | 68                 | Bispo de Orvieto                                  | Cardeal-presbítero de Santa Praxedes                 |
| 2                                                | Espanha            | Juan Francisco Marco y Catalán         | 57                 | vice-camerlengo                                   | Cardeal-diácono de Santa Águeda dos Góticos          |
| Revelado In Pectore                              |                    |                                        |                    |                                                   |                                                      |
| 3                                                | Itália             | Pietro Caprano                         | 69                 | Secretário da Congregação para a Propagação da Fé | Cardeal-presbítero de Santos Nereu e Aquileu         |
| 4                                                | Hungria            | Alexander Rudnay                       | 68                 | Arcebispo de Esztergom-Budapeste                  | Cardeal-presbítero                                   |
| 5                                                | Itália             | Benedetto Colonna Barberini di Sciarra | 40                 |                                                   | Cardeal-presbítero de Santa Maria sobre Minerva      |
| 6                                                | Itália             | Giovanni Antonio Benvenuti             | 63                 | prolegado apostólico em Forli                     | Cardeal-presbítero de Santos Ciríaco e Julita        |
| 7                                                | Itália             | Giovanni Francesco Marazzani Visconti  | 73                 | Prefeito de Prefeitura da Casa Pontifícia         | Cardeal-presbítero                                   |
| 8                                                | Itália             | Belisario Cristaldi                    | 64                 | Câmara Apostólica                                 | Cardeal-diácono de Santa Maria em Portico Campitelli |
| Faleceu antes de receber o barrete cardinalício. |                    |                                        |                    |                                                   |                                                      |
| 9                                                | Itália             | Timóteo Maria Ascensi, O.C.D.          | 78                 | Bispo de Osimo e Cingoli                          |                                                      |

## Ligações Externas
- «Catholic Hierarchy» (em inglês)